# Ситников, Валерий Владимирович
Валерий Владимирович Ситников (род. 13 апреля 2002, Асбест, Свердловская область) — российский хоккеист, защитник.

## Биография
С четырёх лет начал заниматься хоккеем в школе «Хризотил» в группе на год старше — 2001 года рождения. Первый тренер Владимир Сафронова. Зимой занимался на открытом льду, летом играл в хоккей на роликах. С девяти лет стал ездить из Асбеста в школу «Спартаковец» (Екатеринбург).
В сезонах 2019/20 — 2021/22 играл за команду МХЛ «Авто» из системы «Автомобилиста». 3 сентября 2021 дебютировал в КХЛ за «Автомобилист» и в первом же матче — дома против «Металлурга» Мг (2:6) — забросил шайбу. Всего за два сезона провёл в КХЛ 47 матчей. С сезона-2021/22 также стал выступать за команду ВХЛ «Горняк-УГМК».